# Treffen von Rechtsextremisten in Potsdam 2023

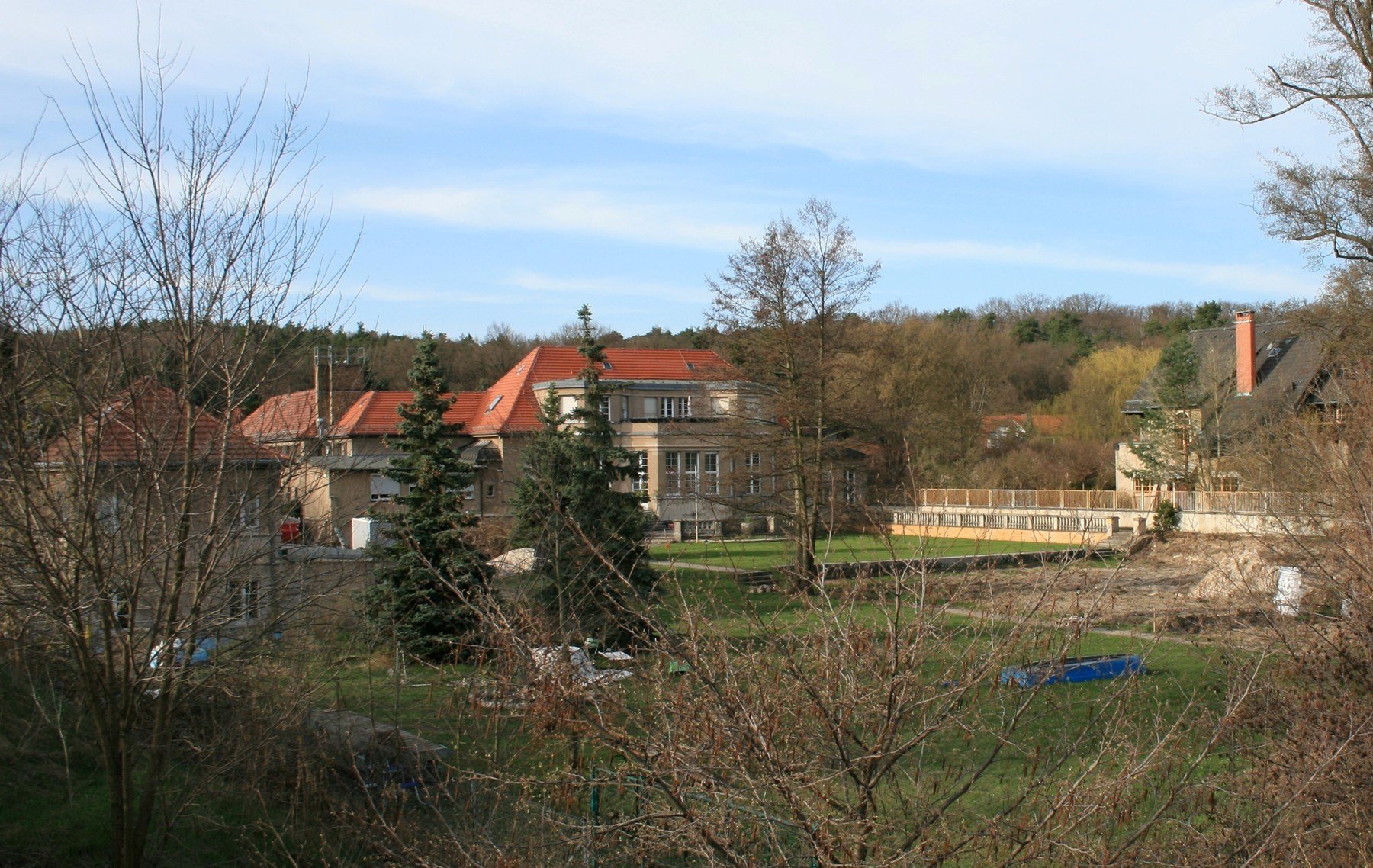
Villa Adlon am Lehnitzsee (2013)

Das Treffen von Rechtsextremisten in Potsdam war eine Zusammenkunft in der Villa Adlon am Lehnitzsee in Potsdam, die am 25. November 2023 stattfand und Mitte Januar 2024 durch einen Bericht des Medienunternehmens Correctiv publik wurde. Auf der Veranstaltung stellte der Rechtsextremist Martin Sellner als „Masterplan zur Remigration“ bezeichnete Überlegungen vor. Unter anderem sollen laut Sellner drei Gruppen Deutschland verlassen: Asylbewerber, Ausländer mit Bleiberecht und „nicht assimilierte“ (deutsche) Staatsbürger; letztere sollten durch „maßgeschneiderte Gesetze“ und „hohen Anpassungsdruck“ zur Auswanderung bewegt werden. Anwesend waren Mitglieder von AfD, CDU, ÖVP, des Vereins Werteunion, der Identitären Bewegung und weitere Personen, die über die Umsetzung diskutierten.
Sowohl die inhaltlichen Enthüllungen als auch die Vernetzung zwischen AfD und anderen Rechtsextremen führten zu einer breiten Welle der Empörung und des Entsetzens bei zahlreichen Vertretern aus Politik, Wirtschaft und Kultur. Der Bericht über das Treffen war Auslöser für massive Proteste gegen Rechtsextremismus in ganz Deutschland, an denen sich am Wochenende des 20. und 21. Januar 2024 bundesweit etwa eine Million Menschen beteiligten. In der Folge kam es zu einer Debatte um ein mögliches Verbot der AfD, zu Parteiordnungsverfahren in der CDU und zu presserechtlichen Verfahren, über persönliche Details und Formulierungen, gegen Drittmedien und Correctiv. Die Rechercheergebnisse sind davon bisher nicht betroffen.

## Treffen in Potsdam
Eingeladen zum Treffen am 25. November hatten Gernot Mörig und Hans-Christian Limmer, dieser nahm jedoch am Treffen nicht teil. Mörig war früher Bundesführer des Bundes Heimattreuer Jugend und danach bei dessen rechtsextremer Abspaltung Heimattreue Deutsche Jugend aktiv. Limmer war Unternehmensberater bei der Firma Roland Berger und wurde bekannt durch die Übernahme des Unternehmens BackWerk im Jahr 2002 sowie durch Investments in die Systemgastronomie bei Hans im Glück und Pottsalat. In der Einladung wurden ein „Masterplan“ und der Redner Martin Sellner angekündigt, außerdem wurde den Teilnehmern eine Mindestspende von 5.000 Euro empfohlen. Das Treffen sollte geheim bleiben, wurde aber vom Redaktionsnetzwerk Correctiv aufgedeckt und am 10. Januar 2024 veröffentlicht. Correctiv lag das Einladungsschreiben vor. Anhand von Quellen sowie von Filmaufnahmen im Hotel wurde der Inhalt des Treffens später von Correctiv rekonstruiert.

### Teilnehmer
Zu den mehr als 20 Anwesenden gehörten:
- Martin Sellner, ehemaliger Sprecher der Identitären Bewegung Österreich
- Mario Müller, Mitglied der Identitären Bewegung und wissenschaftlicher Mitarbeiter des AfD-Bundestagsabgeordneten Jan Wenzel Schmidt
- Roland Hartwig, ehemaliger AfD-Bundestagsabgeordneter, zum Zeitpunkt des Treffens persönlicher Referent der AfD-Vorsitzenden Alice Weidel
- Gerrit Huy, AfD-Bundestagsabgeordnete
- Ulrich Siegmund, Vorsitzender der AfD-Fraktion im Landtag Sachsen-Anhalt
- Patrick Harr, Geschäftsführer der AfD-Fraktion im Landtag Sachsen-Anhalt[6][7]
- Tim Krause, Pressesprecher der AfD-Fraktion im Landtag Brandenburg[8] und stellvertretender Vorsitzender des AfD-Kreisverbandes Potsdam-Mittelmark
- Ulrich Vosgerau, Mitglied der CDU und des Kuratoriums der AfD-nahen Desiderius-Erasmus-Stiftung
- Hans-Ulrich Kopp, Unternehmer und Verleger (Lepanto Verlag)[9]
- Alexander von Bismarck, ehemaliger Ortsbürgermeister der Stendaler Ortschaft Insel[10][11]
- Simone Baum, CDU-Mitglied,[12] stellvertretende Bundesvorsitzende des damaligen Vereins Werteunion und Vorsitzende von dessen Landesverband Nordrhein-Westfalen,[13][14] Mitarbeiterin im Amt für Umwelt und Verbraucherschutz der Stadt Köln[15][16]
- Michaela Schneider, Mitglied des damaligen Vereins Werteunion[12] und stellvertretende Vorsitzende von dessen Landesverband Nordrhein-Westfalen,[14] Mitglied der Mittelstands- und Wirtschaftsunion (bis 12. Januar 2024)[13][17]
- Silke Schröder, zum Zeitpunkt des Treffens Vorstandsmitglied des Vereins Deutsche Sprache, Kolumnistin im Deutschland-Kurier,[18] Tätigkeit für den Sender AUF1[19]
- Henning Pless, Heilpraktiker und Esoteriker aus Kiel[3][20]
- Erik Ahrens,[21] Influencer[22] und Aktivist,[23] der als Kopf der TikTok-Offensive der AfD gilt[24] und die Social-Media-Strategie der AfD mit aufgebaut hat[25]
- Gernot Mörig[26][27]
  - seine Ehefrau Astrid Mörig[3]
  - ihr Sohn Arne Friedrich Mörig, ehemaliger persönlicher Referent von Peter Kurth (ehemals CDU)[28][29]
- die Hotelbetreiber der Villa Adlon:
  - Wilhelm Wilderink, Mitglied der CDU[30][31]
  - Mathilda Martina Huss[32]
- Christoph Hofer, ein IT-Unternehmer[33][34]
- ein Arzt aus Kärnten (Neurochirurg in Klagenfurt, Belegarzt an der Privatklinik Villach)
  - seine Ehefrau (Ersatzgemeinderätin der ÖVP)[35][36]

### „Masterplan“
In Sellners Beitrag und in der Diskussion ging es um einen sogenannten „Masterplan zur Remigration“. Laut Sellner sollen drei Gruppen Deutschland verlassen: Asylbewerber, Ausländer mit Bleiberecht und „nicht assimilierte“ (deutsche) Staatsbürger. Ulrich Siegmund zufolge sollten ausländische Restaurants aus dem Straßenbild verschwinden, es solle für „dieses Klientel“ unattraktiv werden, in Sachsen-Anhalt zu leben.
Sellner sprach in diesem Zusammenhang auch von „ethnischen Wahlen“. Seiner Sicht nach wählen Menschen mit Migrationshintergrund vor allem „migrationsfreundliche“ Parteien. Correctiv merkt dazu an, dass durch diese Argumentation für ca. 20 Mio. Menschen das Wahlrecht in Zweifel gezogen wird.
Innerhalb der Teilnehmerrunde habe es keine Kritik am Plan gegeben, eher Zweifel, ob er umsetzbar sei, insbesondere im Hinblick auf Personen, welche die deutsche Staatsbürgerschaft besitzen.
Sellner führte dazu aus, man müsse über „maßgeschneiderte Gesetze“ auf die Menschen einen „hohen Anpassungsdruck“ ausüben, um sie zur Auswanderung zu bewegen. Zum Plan gehörten nicht „nur Abschiebungen, sondern auch Hilfe vor Ort, Leitkultur und Assimilationsdruck“. Der Plan sei ein Jahrzehnteprojekt.
Sellner dachte auch an einen „Musterstaat“ oder eine „Musterstadt“ in Nordafrika, wohin man bis zu zwei Millionen Menschen „hinbewegen“ könne und die Flüchtlingshelfer ihnen folgen könnten. Der Nachrichtenagentur dpa teilte er mit, der Plan sehe eine Sonderwirtschaftszone in Nordafrika vor, die man pachten wolle.
Die genannte Größenordnung (Millionen Menschen) erklärt, warum manche Medien in der Berichterstattung für den Masterplan den Begriff „Deportationsplan“ verwenden: Die Größenordnung legt nahe, dass auch Personen mit Aufenthaltsrecht gegen ihren Willen außer Landes gebracht werden sollen.

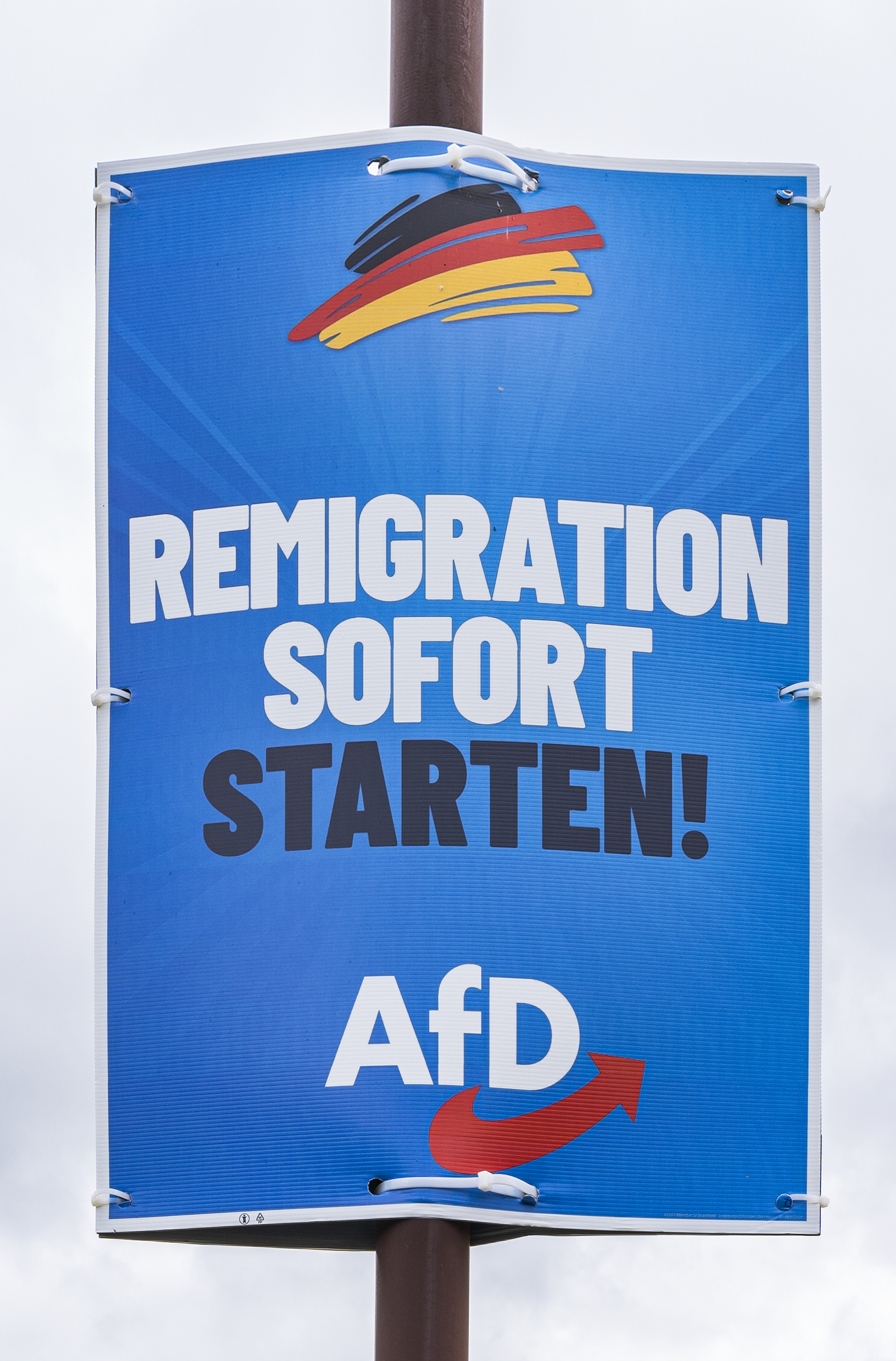
Die AfD Thüringen forderte im Wahlkampf zur Landtagswahl 2024 eine sofortige „Remigration“

Correctiv zufolge wurde auch darüber gesprochen, das Bundesverfassungsgericht zu diskreditieren, demokratische Wahlen in Zweifel zu ziehen und die öffentlich-rechtlichen Medien zu bekämpfen.
Zudem wurde über die Beeinflussung junger Menschen in den sozialen Medien mittels Inhalten, die als „normale politische Thesen“ wahrgenommen werden sollten, beraten. Um die „Remigration“ zu realisieren, solle man vorpolitische Macht aufbauen, habe es in der Runde geheißen. Geld solle in Influencer-Projekte, Propaganda und Aktionen investiert werden, um das „Meinungsklima“ zu ändern.
Der Plan einer „Remigration durch Vertreibung“ ist nicht neu. Björn Höcke forderte in seinem 2018 erschienenen Buch Nie zweimal in denselben Fluss eine Säuberung Deutschlands von „kulturfremden“ Menschen: „Neben dem Schutz unserer nationalen und europäischen Außengrenzen wird ein groß angelegtes Remigrationsprojekt notwendig sein.“ Auf einem AfD-Stammtisch im Dezember 2023 ergänzte er, man werde „auch ohne Probleme mit 20, 30 Prozent weniger Menschen in Deutschland leben können“. Der AfD-Spitzenkandidat für die Europawahl 2024 Maximilian Krah schrieb, das seien „in Deutschland prognostisch über 25 Millionen Menschen […], davon deutlich über 15 Millionen deutsche Staatsangehörige“.
Neu war jedoch, dass dieses Thema als Masterplan gemeinsam mit Vertretern anderer Parteien diskutiert wurde.

### „Düsseldorfer Forum“
Am 13. Januar 2024 berichtete Zeit Online über eine Gruppierung aus AfD-Politikern und Rechtsextremen, die sich „Düsseldorfer Forum“ nenne und ihre Zusammenkünfte in Potsdam als „Düsseldorfer Runde“ bezeichne. Um „Geld für rechtsextreme Projekte einzuwerben“, fand „bereits Anfang Oktober 2021“ ein Treffen dieser Gruppierung statt. An diesen Treffen war u. a. Tino Chrupalla beteiligt, wie der Redaktion aus „hochrangigen AfD-Kreisen“ bestätigt wurde, nachdem Chrupalla auf Nachfrage zur „5. Düsseldorfer Runde“ gesagt hatte, er erinnere sich „an nichts mehr“. Laut Zeit Online liegt der „Verdacht nahe, dass die Zusammenkunft im Gästehaus am Lehnitzsee im November 2023 […] vermutlich bereits die siebte Ausgabe gewesen ist“. Es sollten „einflussreiche politische Akteure aus dem rechten Spektrum und finanzstarke Unternehmer“ zusammengebracht werden. Dieses Netzwerk sollte zur Vorbereitung eines „politischen Umschwung[s]“ dienen. Bei den Treffen ginge es darum, „Geld für vielversprechende Projekte einzuwerben“, wie beispielsweise „ein digitaler Radio- und TV-Sender“. Einer der „führenden Köpfe hinter den Düsseldorfer Runden“ sei Gernot Mörig, „der seit Jahrzehnten in der rechten Szene vernetzt ist“. Er führe nach außen „ein bürgerliches Leben“, doch „hinter den Kulissen kümmerte er sich um das geheime Investorentreffen für den rechten Rand“. Mörig pflege „enge Kontakte“ zu Max Otte, der „Annoncen in der rechtsradikalen Zeitung Junge Freiheit“ schaltete und damit warb, ein Fünftel seines Vermögens „für ‚patriotische Zwecke‘ zu spenden“. Anfragen von Zeit Online zur Düsseldorfer Runde blieben von Mörig unbeantwortet.
Wie auch die Frankfurter Allgemeine am 16. Januar 2024 berichtete, fand die 5. Düsseldorfer Runde am 9. Oktober 2021 mit rund 25 Personen, darunter Tino Chrupalla, statt. Zur folgenden Düsseldorfer Runde wurde nach Potsdam am 15. Oktober 2022 eingeladen. Das Treffen im November 2023 in Potsdam lief intern weiter unter dem Namen „Düsseldorfer Forum“.

## Reaktionen

### Berichterstattung
Der Begriff der Remigration bezeichne, so der Bayerische Rundfunk, in der Wissenschaft die Rückkehr eines Migranten in sein Ursprungsland. Er werde aber von Rechtsradikalen als „Kampfformel“ verwendet, um „Massenabschiebungen“ zu bezeichnen. Rechtsextremistische Verschwörungstheoretiker werfen den Eliten vor, die deutsche Bevölkerung auszutauschen, und dieser „Austausch“ solle durch den „Masterplan“ rückgängig gemacht werden. Die Szene verzichte auf „allzu grellen biologischen Rassismus“, stattdessen habe Martin Sellner die „ethnokulturelle Identität“ populär gemacht, die harmlos und wissenschaftlicher klinge. Correctiv selbst schätzt den „Masterplan“ als „Angriff auf die Existenz von Menschen“ und „Angriff gegen die Verfassung der Bundesrepublik“ ein. Laut MDR wird eine „Remigration“ in großem Umfang seit längerem in der AfD diskutiert.
Peter Maxwill bezeichnete das Treffen im Spiegel als „Deportationsgipfel“. In Anlehnung an die historische Wannseekonferenz, die nur sieben Kilometer entfernt in der Villa Marlier stattfand, wurde das Treffen in verschiedenen Medien als „Lehnitzsee-Konferenz“ tituliert. Der Focus sprach von einem „braunen Geheimtreffen“, auf dem eine „Massen-Vertreibung“ geplant worden sei. Daniel Bax in der taz bezeichnete als Dilemma, dass die Medien das Geheimtreffen nicht ignorieren könnten, durch ihre Berichterstattung den Rechten jedoch unfreiwillig Aufmerksamkeit verliehen und das Stichwort Remigration weiterverbreiteten. Martin Sellner und Götz Kubitschek sei es gelungen, den Begriff in die Debatte einzubringen, die Grenzen des Sagbaren zu verschieben und den Begriff gesellschaftsfähig zu machen. Amelie Ernst von rbb24 merkte an, das Treffen zeige: „Die AfD plant für die Zeit, in der sie regiert oder zumindest mitregiert in Deutschland. Und diese Pläne sind konkret, ebenso wie die Bündnisse und Netzwerke, die bei der Umsetzung helfen sollen.“
Marc Felix Serrao, Chefredakteur der NZZ Deutschland, nannte „das Ganze weder geheim noch neu“. In seinem Kommentar Remigration? Ja, aber richtig bezeichnete er es als alten Hut, dass führende AfD-Politiker und ihre neurechten Vordenker von einer massenhaften Zwangsaussiedlung bestimmter Migrantengruppen träumten; Björn Höcke etwa habe schon 2018 für ein „grossangelegtes Remigrationsprojekt“ geworben, bei dem sich auch „menschliche Härten“ nicht vermeiden lassen würden. Der „Masterplan“ „würde die Gesellschaft sprengen und das Land international isolieren“, sei aber „sicher nicht die von vielen erhoffte ‚smoking gun‘ für ein Parteiverbot“ der AfD.
Patrick Bahners setzte sich in der FAZ mit der medialen Rezeption des Treffens und der Geheimhaltung auseinander. Der soziale Kontakt zu den Identitären, insbesondere natürlich der vertrauliche Austausch über Pläne, stehe im Widerspruch zur Legalitätsstrategie der AfD-Parteiführung (Stichwort Unvereinbarkeitsliste). Andererseits habe Björn Höcke offen das im rechtsextremen Antaios-Verlag erschienene Buch Sellners Regime Change von rechts enthusiastisch rezensiert. Bahners kritisierte, die Berichterstattung habe „den Vertretern der anderen Parteien bis hinauf zum Bundeskanzler“ die Möglichkeit geboten, sich „ohne Rücksicht auf die eigene Programmatik“ zu empören, und schrieb, nach der Zusammenfassung von Correctiv gehe Sellners Konzept „an vielen Stellen nur ein oder zwei Schritte über die migrationspolitischen Planspiele der Ampelkoalition und der Unionsparteien hinaus“. Er verwies dabei auf einzelne Forderungen von Joachim Herrmann (CSU), Jens Spahn (CDU) bzw. von CDU und SPD im Allgemeinen. Während „immer drastischere Maßnahmen versprochen werden“, wie Bahners formulierte, warte die AfD darauf, „dass ihre Gegner nach den Symptombeschreibungen auch die Ursachenbehauptung übernehmen“.
Das Wochenmagazin Stern erwähnte die Anwesenheit „vermögender Geschäftsleute“ und widmete ansonsten seine Aufmerksamkeit dem Haus der „konspirativen“ Zusammenkunft, das „seit Langem als Treff der extremen Rechten“ gelte.
Tagesschau.de wies darauf hin, dass die Villa Adlon nur sieben Kilometer Luftlinie von jener Villa entfernt liegt, in der die Nationalsozialisten 1942 in der Wannseekonferenz den Ablauf der „Endlösung der Judenfrage“ beschlossen hatten, und stellte die Frage, ob dieser Ort „zufällig gewählt“ sei. Das sei „[e]her unwahrscheinlich angesichts einer Gruppierung, die sich nicht selten bei Symbolik und Rhetorik des Dritten Reichs“ bediene. In der taz kritisierte der Journalist Nikolas Jelle jedoch diesen Vergleich, da auf der Wannseekonferenz nicht über Ausbürgerung und Vertreibung diskutiert wurde, sondern über die Vernichtung der Juden. Besonders schief sei er, wenn er ohne Bezugnahme auf den aktuell um sich greifenden Antisemitismus gezogen werde.
Im Januar 2024 machte der Spiegel im Zuge der Enthüllungen um dieses Treffen von Rechtsextremisten publik, dass der Ex-CDU-Senator Peter Kurth im Juli 2023 in seiner Berliner Privatwohnung prominente Vertreter der AfD und der radikalen Rechten empfangen hatte, darunter Maximilian Krah, AfD-Spitzenkandidat für die Europawahl 2024, den rechtsextremen Verleger Götz Kubitschek und den österreichischen Rechtsextremisten Martin Sellner. Krah hatte bei der Gelegenheit sein neues Buch Politik von rechts vorgestellt. Kurth räumte ein, „mit mehreren Mitgliedern der AfD persönlich befreundet“ zu sein.
Benjamin Stibi kritisierte in der Welt, Correctiv verwende wohl nicht zufällig juristisch völlig unterschiedliche Begriffe wie Ausbürgern, Deportieren, Ausweisen, Vertreiben, Verdrängen oder Unter-Druck-Setzen wie Synonyme. Beim genauen Lesen bleibe deshalb lediglich hängen, irgendwer sollte irgendwie dazu gebracht werden, Deutschland zu verlassen. In der Öffentlichkeit habe sich der falsche Eindruck verbreitet, die Teilnehmer des Treffens wollten potenziell alle Deutschen mit Migrationshintergrund abschieben, obwohl Correctiv das nicht behauptet hatte.
In der Fernsehsendung Kontraste (ARD) am 1. Februar 2024 wurde Bild- und Ton-Material gezeigt, das dem Bericht von Correctiv zugrunde liegt. Das Material wird ergänzt durch eigene Recherchen des Kontraste-Teams. So entsteht ein Gesamtbild über die Ansichten und Ziele der rechten Gruppierungen und deren Netzwerk mit vielen belegten Details.

### Bundes-, Landes- und Europapolitik
In der Folge kam es zu einer intensiven Debatte um ein mögliches Verbot der AfD sowie zu Parteiordnungsverfahren in der CDU. Die CDU Potsdam forderte den Besitzer der Villa Adlon, Wilhelm Wilderink, bis zum 5. Februar ultimativ zum Austritt auf. Dieser ließ das Ultimatum verstreichen, so dass am Folgetag ein Parteiausschlussverfahren vorbereitet wurde.
Bundesinnenministerin Nancy Faeser (SPD) warnte vor dem Rechtsextremismus und der Vernetzung von Verfassungsfeinden mit AfD-Vertretern. Bundeskanzler Olaf Scholz beschwor den Zusammenhalt der Demokraten im Land. Das Wir hänge nicht davon ab, ob jemand eine Einwanderungsgeschichte habe: „Wir schützen alle – unabhängig von Herkunft, Hautfarbe oder wie unbequem jemand für Fanatiker mit Assimilationsfantasien ist.“ Vizekanzler Robert Habeck verwies auf das Buch des Thüringer AfD-Vorsitzenden Björn Höcke Nie zweimal in denselben Fluss, in dem diese Szenarien einer ethnischen Reinheit samt dafür notwendiger Gewaltanwendung bereits beschrieben seien. Britta Haßelmann, Fraktionschefin der Grünen, zufolge müssen nun die Demokratie und die vielfältige Gesellschaft gegen die Feinde der Demokratie verteidigt werden. Der FDP-Fraktionsvorsitzende Christian Dürr sah Parallelen zum Nationalsozialismus. Es zeige sich, dass die AfD die Demokratie ablehne.
Die Teilnahme mehrerer CDU-Mitglieder rief scharfe Kritik innerhalb wie außerhalb der Partei hervor. CDU-Generalsekretär Carsten Linnemann sah die AfD auf einem gefährlichen Weg und drohte CDU-Mitgliedern ein „hartes Durchgreifen“ an, wenn sie am Treffen teilgenommen haben sollten. Dennis Radtke, Vizechef der CDA, forderte von der CDU einen Unvereinbarkeitsbeschluss mit Blick auf den Verein Werteunion, so wie die CDA dies längst getan habe. Auch Janine Wissler, Vorsitzende der Partei Die Linke, forderte die CDU dazu auf. Der schleswig-holsteinische Ministerpräsident Daniel Günther (CDU) plädiert für AfD-Verbotsverfahren. In gleicher Weise äußerten sich mehrere andere Politiker, etwa der thüringische Innenminister Georg Maier (SPD) oder Marcel Emmerich, Obmann der Grünen im Innenausschuss des Bundestages. Der CDU-Vorsitzende Friedrich Merz kündigte am 13. Januar 2024 an, beim nächsten Bundesparteitag einen Unvereinbarkeitsbeschluss zum Verein Werteunion zu beantragen.
Thomas Haldenwang, Präsident des Bundesamtes für Verfassungsschutz, hält die Demokratie in Deutschland für „stärker bedroht, als es von der Mitte der Gesellschaft wahrgenommen“ werde, wie er im Interview mit dem Politikmagazin Kontraste sagte. Die schweigende Mehrheit müsse „endlich klar Position beziehen“. Man habe sich „in seinem komfortablen Privatleben eingerichtet“ und nehme „nicht hinreichend wahr, wie ernsthaft die Bedrohungen für unsere Demokratie inzwischen geworden sind“.
Alle Fraktionen außer der AfD im Landtag von NRW forderten, dass Ulrich Vosgerau sich aus einer Enquete-Kommission zum „Krisen- und Notfallmanagement“ zurückzieht, die er auf Vorschlag der AfD beraten sollte. Eine Änderung der Geschäftsordnung des Landtags soll es ermöglichen, Sachverständige mit Zwei-Drittel-Mehrheit abzuberufen. Zudem wurde Vosgerau vom Berliner CDU-Landesverband zu einer Stellungnahme aufgefordert. Ihm wurde ein Verfahren zum Parteiausschluss angekündigt.
Die AfD-Führung spielte laut ZDF die Bedeutung des Treffens herunter. Ein Sprecher von Alice Weidel sagte, dass die Partei ihre Haltung zur Einwanderungspolitik nicht ändern werde, die außerdem „vollständig im Einklang mit dem Grundgesetz“ sei. Der diskutierte Plan sei nicht das Parteiprogramm; dieses gelte für die Frage, wer abgeschoben werden solle.
Viele AfD-Mandatsträger betonten dagegen, dass die Absicht, Millionen von Menschen abzuschieben, längst Kurs der AfD sei. Konkret steht die Zahl von 25 Millionen betroffenen Personen im Raum: Der Bundestagsabgeordnete und sozialpolitische Sprecher der AfD-Bundestagsfraktion René Springer verkündete auf der Plattform X: „Wir werden Ausländer in ihre Heimat zurückführen. Millionenfach. Das ist kein Geheimplan. Das ist ein Versprechen.“ Ähnlich äußerte sich der Landesvorsitzende der AfD Bayern, der Bundestagsabgeordnete Stephan Protschka. Der vom Brandenburger Verfassungsschutz als rechtsextrem eingeschätzte Fraktionsvorsitzende Hans-Christoph Berndt stellte auf einer Pressekonferenz am 17. Januar klar, dass man zu den dort besprochenen Inhalten stehe. Wörtlich wiederholte er die Aussage, die Deportationspläne seien „kein Geheimplan, sondern ein Versprechen“. Höcke sprach in einer Bürgersprechstunde in Gera am 18. Januar 2024 laut einem auf X publizierten Video von einer „Skandalisierung“ und sagte: „Natürlich brauchen wir Konzepte dafür, wie wir Millionen über Jahrzehnte illegal Eingewanderte perspektivisch zurückführen können. Und wenn es nur Hunderttausende sind. Wir fangen aber an.“
Gerrit Huy, die an dem Treffen teilgenommen hatte, schrieb auf X, dass die AfD sich für „Remigration“ einsetze, und bezog sich dabei laut eigener Aussage auf „ausreisepflichtige Ausländer“, wies jedoch die Pläne Sellners, auch „nicht assimilierte Staatsbürger“ auszuschaffen, nicht zurück. Zudem bezeichnete sie die Correctiv-Recherche als „Schmutzkampagne“ einer „regierungsfinanzierten Organisation“. Auch der Teilnehmer und AfD-Abgeordnete Ulrich Siegmund – der im Podcast des rechtsextremen Vereins Ein Prozent erklärte, in seinem Gastvortrag auf diesem Treffen über die Folgen eines AfD-Wahlsiegs geredet zu haben – sprach von „hochkriminell[en]“ Methoden eines „Geheimdienstes“. Das deutsche Medienrecht erlaubt jedoch – gedeckt durch das verfassungsmäßig abgesicherte Grundrecht auf Pressefreiheit – Aufnahmen mit versteckter Kamera, wenn „großes öffentliches Informationsinteresse“ besteht, und bei Recherchen in der rechtsextremen Szene sind sie schon lange ein gängiges Mittel des investigativen Journalismus.
Der AfD-Bundestagsabgeordnete Bernd Baumann behauptete, Sellner sei unter den Geladenen der „einzige Auffällige“ gewesen, dieser habe aber „nicht zu dem einladenden Gesprächskreis“ gehört. In der ZDFheute vorliegenden Einladung zu dem Treffen wurde Sellner jedoch namentlich erwähnt und seine Vorstellung eines „Masterplans“ angekündigt. Zudem stritt Baumann ab, dass weitere Extremisten teilgenommen hätten („Gegen keinen lag und liegt irgendwas vor“) – was im Fall des teilnehmenden Rechtsextremisten Mario Müller nicht zutraf. Auf Facebook schrieb die Partei zudem, dass die Correctiv-Recherchen sowie die darauf folgenden Massendemonstrationen von den Bürgerprotesten gegen die Regierung ablenken sollten und „ein durchschaubarer Taschenspielertrick“ seien; man konstruiere „einen Skandal und mobilisiert eigene Kostgänger, die dann als Mitte der Gesellschaft auftreten“. Laut Holger Marcks, dem Ko-Leiter der Forschungsstelle der Bundesarbeitsgemeinschaft „Gegen Hass im Netz“, versucht die AfD mit dieser Art der Kommunikation „abzulenken“, wie sie es bereits nach der Festnahme der Reichsbürgergruppe um Prinz Reuß im Dezember 2022 getan habe.
Laut FAZ erhielt die AfD nach der Berichterstattung einen Zuwachs an neuen Mitgliedsanträgen.
Ende Januar 2024 sagte Marine Le Pen (Rassemblement National) bezüglich des Treffens, sie sei „ganz und gar nicht einverstanden mit den Vorschlägen, die bei diesem Treffen diskutiert worden sein sollen“, und meinte, es müsse geprüft werden, ob sich Folgen für die Fraktion Identität und Demokratie im Europäischen Parlament ergäben. Im Mai 2024 kam es schließlich zum endgültigen Bruch mit dem französischen Rassemblement National. Daraufhin wurden die AfD-Abgeordneten aus der ID-Fraktion im Europäischen Parlament ausgeschlossen. Der Generalsekretär der rechten österreichischen FPÖ Christian Hafenecker bezeichnete die an dem Treffen teilnehmenden AfD-Vertreter als „patriotische Politiker“.

### Wissenschaft
Christoph Möllers, Professor für Verfassungsrecht, wies darauf hin, dass das Treffen in der Villa Adlon bei einem möglichen Verbotsverfahren gegen die AfD eine Rolle spielen könne. Laut dem Rechtsextremismus-Forscher Gideon Botsch gehe es nicht mehr darum, wie rechtsextrem, sondern wie verfassungswidrig die AfD sei und welchen Spielraum sie für die Umsetzung ihrer Ziele besitze. Die bei dem Treffen vorgestellten Vertreibungsforderungen seien hingegen nichts Neues, so Botsch unter Verweis auf Äußerungen des AfD-Bundestagsabgeordneten und -Ehrenvorsitzenden Alexander Gauland, der 2017 gefordert hatte, die frühere Integrationsbeauftragte Aydan Özoğuz in Anatolien zu „entsorgen“. Die Identitäre Bewegung habe zwar inzwischen in Deutschland an Bedeutung verloren, ihre Aktivisten fänden sich aber „in den Mitarbeiterbüros der Abgeordneten der AfD“. Laut dem Wiener Politologen und Rechtsextremismusforscher Bernhard Weidinger ist die „Normalisierung von rechten Konzepten […] genau das Ziel der Arbeit von Sellner und Co.“; denn Forderungen müssten erst sagbar werden, „damit sie einmal machbar sein können“. Dem Politikwissenschaftler Hajo Funke zufolge erinnern die Pläne stark an den „Madagaskarplan“ der Nationalsozialisten. Sie wären „nicht umzusetzen ohne Gewalt gegen erhebliche Teile unserer Bevölkerung“ und damit sei „die Gefahr bürgerkriegsähnlicher Unruhen verbunden“. Das sei „ein Element, das wir aus der Zeit des Nationalsozialismus kennen, Eskalation zu suchen“.
Der Historiker Markus Roth vom Fritz Bauer Institut beschäftigte sich in einem Interview bei Zeit Online mit allfälligen Vergleichen des Treffens mit der Wannseekonferenz. Sie lägen „durch das Setting erst einmal nahe“, würden jedoch zu Recht problematisiert, weil „damals Entscheidungsträger aus Staat und Partei zusammensaßen“, während die Teilnehmer in Potsdam zwar „ihrer menschenverachtenden Fantasie freien Lauf lassen“ konnten, aber keine staatlich legitimierte Handlungsmacht besaßen. Allerdings würden sie sich in jene „fatale Traditionslinie“ stellen, die „im Nationalsozialismus tödliche Konsequenzen für Millionen von Menschen hatte“. Sprachlich würden sie sich altbekannter Methoden bedienen: Verwendet würden „Tarnbegriffe, die rechtsextreme Neonazis benutzen, um anschlussfähig an breite Kreise der Gesellschaft zu werden“. Der Tagungsort habe sich insofern angeboten, als „die Inhaberin der Villa mit der rechtsextremen Szene vernetzt und der Ort relativ abgelegen ist“. Es sei wichtig, die „Denkmuster aufzuzeigen, die hinter dem Treffen, den Themen und der Sprache stehen“; denn es „mögen Spinner sein, die da sitzen, aber harmlos sind sie nicht“. Schon vorher sei bekannt gewesen, dass „die AfD und die Identitäre Bewegung eine massive Gefahr für alle Menschen mit Migrationshintergrund und für die Demokratie sind“; nun aber würden Bündnisse mit „finanzkräftigen Unternehmern und Menschen, die sich eigentlich in der Mitte der Gesellschaft bewegen“, sichtbar. Für die Wahlen seien die Enthüllungen kaum von Bedeutung, doch wäre zu hoffen, dass „es manche wachrüttelt, wenn sie sehen, in welche Richtung die Migrationsdebatte abdriftet und welche Bestrebungen es gibt, die Demokratie auszuhebeln und Teile davon funktionsunfähig zu machen“. Ob die Empörung nachhaltig sei, bleibe abzuwarten.
Nachdem der Begriff der „Remigration“ von der sprachwissenschaftlichen Jury der Universität Marburg zum „Unwort des Jahres 2023“ bestimmt worden war, schrieb der Historiker Volker Weiß in der Süddeutschen Zeitung, die Idee, die diesem Begriff innewohne, sei nicht neu und die Angst vor dem ‚Volkstod‘ kursiere seit Jahrhunderten. Eine „Arbeitsteilung zwischen den partei- und den bewegungsförmigen Ultras“ sei schon lange etabliert, insofern sei in Potsdam „nichts Unerwartetes präsentiert“ worden. Sellners Konzept gehöre „zur Grundausstattung völkischen Denkens“. In seinem Blick zurück erinnerte Weiß daran, dass nach 1945 „diese Volkstumspolitik als rechtes Leitthema zunächst an Bedeutung“ verlor, spätestens aber in den 1980er Jahren erneut aufgegriffen wurde – etwa in dem 1981 von einigen Professoren verfassten Heidelberger Manifest, in der 1988 von Robert Hepp vorgelegten Schrift Die Endlösung der Deutschen Frage oder den Rückführungsplänen eines Jürgen Rieger aus dem Jahr 1992. Geeint worden seien „all diese Konzepte von der Vorstellung eines Volkes als Kollektivsubjekt, das wie ein Organismus durch die Zeit für sich existiere“. Weiß zufolge ist auf ein Parteienverbot für die NPD verzichtet worden, weil ihr die Möglichkeit abgesprochen wurde, ihre Ziele zu realisieren. Bei der AfD hingegen sei „dies gegeben“.
Der Extremismusforscher Oliver Decker bezeichnete die Correctiv-Recherche in Brisant als einen „Weckruf“. Was zuvor abstrakt bekannt gewesen sei, sei durch die Recherche „konkret“ geworden. Decker plädierte dafür, von dem Recht auf Wahlrechtsausschluss Gebrauch zu machen und bestimmten Personen das passive Wahlrecht zu entziehen.
Die Politikwissenschaftlerin und Rechtsextremismusexpertin Natascha Strobl sagte, wenn man „es mit jemandem wie Sellner zu tun“ habe und dieser „mit bedeutenden Vertretern der AfD und Unternehmern kungel[e]“, dann bedeute dies, dass sich etwas verändert habe.

### Kirchen
Die katholischen Erz-/Bischöfe für Ostdeutschland – Gerhard Feige (Magdeburg), Ulrich Neymeyr (Erfurt), Wolfgang Ipolt (Görlitz), Heinrich Timmerevers (Dresden-Meißen), Heiner Koch (Berlin) sowie Stefan Heße (Hamburg) – schrieben in einer gemeinsamen Erklärung von „[k]rude[n] Ausweisungsphantasien für Migranten“, die mit den „Grundwerten unserer Gesellschaft unvereinbar“ seien.
Der evangelische württembergische Landesbischof Ernst-Wilhelm Gohl erklärte, er halte eine Wahl der AfD für unvereinbar mit dem christlichen Glauben. Alle Christen sollten sich dem „Ungeist“, der sich in rechtsextremen Deportationsideen ausdrücke, „mutig entgegen[…]stellen“. In einem gemeinsamen Statement des katholischen Freiburger Erzbischofs Stephan Burger und der evangelischen badischen Landesbischöfin Heike Springhart hieß es, man stehe „ein für eine demokratische Gesellschaft und für die unverlierbare Würde jedes Menschen“: „Wer diese Würde mit Füßen tritt und sich von Rassismus und Menschenverachtung leiten lässt, verlässt den Boden unserer Demokratie.“

### Vereine und Organisationen
Die Bundeszentrale für politische Bildung stellte am 12. Januar 2024 klar, dass die Umsetzung von Sellners Vorhaben mehrfach gegen das Grundgesetz verstoßen würde: Art. 3 GG verbietet jegliche rassische Diskriminierung, nach Art. 16 GG darf die deutsche Staatsangehörigkeit nur unter klar definierten Bedingungen entzogen werden, laut Art. 16a genießen politisch Verfolgte Asyl.
Mehrere juristische Organisationen, darunter der Deutsche Richterbund und die Bundesrechtsanwaltskammer, bezeichneten in einer Stellungnahme das Treffen als einen „Angriff auf die Verfassung und den liberalen Rechtsstaat“. Die gesetzliche Legitimation massenhafter Deportation von Menschen aus Deutschland sei mit allen juristischen und politischen Mitteln zu verhindern. In der Rückschau dürfe sich dieses Treffen nicht als „zweite Wannseekonferenz entpuppen“. Neben den Genannten unterzeichneten auch der Deutsche Juristinnenbund, die Neue Richtervereinigung, der Republikanische Anwältinnen- und Anwälteverein, die Vereinigung Berliner Strafverteidiger*innen, die Hamburger Arbeitsgemeinschaft für Strafverteidigerinnen und Strafverteidiger, der Bundesverband rechtswissenschaftlicher Fachschaften sowie der Bundesverband der Unternehmensjuristen die Erklärung.
Der Vorstand des Vereins Werteunion, dessen Mitglieder Baum und Schneider an dem Treffen teilgenommen hatten, erklärte, diese hätten sich „als eingeladene Privatgäste und nicht als Vertreter der Werteunion“ dort aufgehalten. Sie seien dort jedoch in keiner Weise „undemokratisch und im Widerspruch zu unseren geltenden Gesetzen in Erscheinung getreten“. Zudem sei dort, so der Vorstand nach „persönlicher Befragung“ der beiden Teilnehmerinnen, „die massenhafte Rückführung von Deutschen mit Migrationshintergrund“ zu keiner Zeit Thema der Veranstaltung gewesen, sondern es seien „ausschließlich Rückführungsstrategien erörtert [worden], die in Einklang mit deutschem und EU-Recht“ stünden. Vorrangig sei es um die „Vorstellung von Social-Media-Projekten zur Migrationsproblematik“ gegangen. Die Berichterstattung von Correctiv sowie anderer Medien wurde in der Stellungnahme der Werteunion – ähnlich wie kurz zuvor von der AfD-Bundesspitze – als „ganz offensichtliche Schmutz- und Lügenkampagne“ bezeichnet.
Der Präsident des Zentralrats der Juden in Deutschland Josef Schuster mahnte zu Vorsicht bei Vergleichen mit der sogenannten „Wannsee-Konferenz“ der Nationalsozialisten, denn der industrielle Massenmord an den Juden sei „in seiner Kaltblütigkeit und Wahnhaftigkeit singulär in der Geschichte“. Gleichwohl zeuge das Treffen bei Potsdam „ohne Frage von einer Brutalität im Denken, das sich gegen die Grundfesten unserer demokratischen Gesellschaft“ richte.

### Wirtschaft
Die Systemgastronomie-Kette Hans im Glück gab am 10. Januar 2024 bekannt, dass sie sich „mit sofortiger Wirkung von ihrem Mitgesellschafter Hans-Christian Limmer“ trenne; Limmer habe selbst angeboten, seine Gesellschafterstellung aufzugeben und seine Anteile zu verkaufen. Auch der Lieferdienst Pottsalat kündigte die Trennung von Limmer an; Limmer hatte es ihm ebenso angeboten.
Der Bundesverband der Deutschen Entsorgungs-, Wasser- und Kreislaufwirtschaft (BDE) trennte sich „umgehend“ von seinem geschäftsführenden Präsidenten Peter Kurth, nachdem eine Zusammenkunft prominenter Vertreter der AfD und der radikalen Rechten in dessen Privatwohnung bekannt geworden war. Das ehemalige CDU-Mitglied beschäftigte auch als persönlichen Referenten den Sohn des Planers des Rechtsextremisten-Treffens in Potsdam. Der Bundesverband teilte mit, dass Rechtsextremismus, Rassismus und Antisemitismus keinen Platz im BDE haben.
Auch der Präsident des Deutschen Instituts für Wirtschaftsforschung Marcel Fratzscher, der Direktor des arbeitgebernahen Instituts der deutschen Wirtschaft Michael Hüther, der Präsident des Bundesverbands der Deutschen Industrie Siegfried Russwurm sowie Unternehmen wie Edeka, Adidas, Telekom und Zalando, aber auch kleinere Firmen bezogen Stellung gegen Rechtsextremismus und warnten vor einem weiteren Erstarken der AfD sowie vor den Folgen für den Wirtschaftsstandort Deutschland.

### Zivilgesellschaft
Nach Bekanntwerden des Treffens bildeten sich in vielen deutschen Städten zahlreiche Demonstrationen gegen Rechtsextremismus. Am Wochenende des 20. und 21. Januar 2024 kam es zu mehreren Großdemonstrationen mit zum Teil mehr als 100.000 Teilnehmern. Auch in zahlreichen mittleren und kleineren Städten fanden deutschlandweit Demonstrationen statt, sodass allein an diesem Wochenende über 900.000 Menschen gegen Rechtsextremismus in Deutschland demonstrierten. Auch in österreichischen Städten wie Wien (nach Polizeiangaben 35.000 Menschen), Salzburg (3.000 Menschen) oder Innsbruck (1.400 Menschen) gab es Kundgebungen.
Mit über drei Millionen Teilnehmern auf mehr als 1100 Kundgebungen (Stand März 2024) sind die Proteste die größte Demonstrationsserie in der Geschichte der Bundesrepublik Deutschland. In einigen kleinen Orten fanden zum ersten Mal Demonstrationen statt, in anderen Orten die größten seit dem Zweiten Weltkrieg.

## Folgen

### Entlassungen und Rücktritte
Am 15. Januar 2024 wurde der Arbeitsvertrag von Roland Hartwig als Weidels Referent in „beiderseitigem Einvernehmen“ aufgelöst, eine nähere Begründung dafür gab es nicht. Weidel hat, wie die Zeit berichtete, diese Entscheidung aus machtpolitischen Gründen alleine getroffen. Die Zeit berichtete weiter über die Schwächung der Position Weidels in der Partei durch die Ereignisse, sah aber keine Gefahr einer zeitnahen Absetzung für sie, da sie „den winzigen Rest des vermeintlich bürgerlichen Antlitzes der Partei öffentlich in Szene setze“. Ein AfD-Bundestagsabgeordneter wurde zitiert mit: „Gut ist sie insbesondere für die Außendarstellung.“ Die brandenburgische Landtagsfraktion der AfD hielt hingegen an ihrem Sprecher Tim Krause fest, der an dem Treffen teilgenommen hatte.
Gegen Wilhelm Wilderink wurde ein Parteiausschlussverfahren eingeleitet.
Die Stadt Köln kündigte der Mitarbeiterin Simone Baum fristlos wegen deren Teilnahme am Potsdamer Treffen. Am 30. Januar 2024 reichte sie dagegen beim Arbeitsgericht Köln eine Kündigungsschutzklage ein. Am 3. Juli verkündete das Arbeitsgericht, dass Simone Baum von der Stadt Köln zu Unrecht gekündigt worden war. Das Gericht begründete das Urteil mit einer nur einfachen (nicht gesteigerten) politischen Loyalität, die für eine funktionsgerechte Verrichtung der Tätigkeit unabdingbar sei. Die Stadt Köln entschied nicht in die zweite Instanz zu ziehen, sondern das Urteil zu akzeptieren. Seit dem 6. August 2024 arbeitet Baum wieder im Beschwerdemanagement des Umwelt- und Verbraucherschutzamtes.
Einem Vereinsausschluss zuvorkommend trat Silke Schröder am 15. Januar 2024 aus dem Vorstand des Vereins Deutsche Sprache zurück und kündigte ihre Mitgliedschaft. Zuvor hatte bereits der Philosoph Peter Sloterdijk seine Mitgliedschaft gekündigt. Der Kabarettist Dieter Hallervorden hatte Schröder aufgefordert, den Verein zu verlassen. Der Kabarettist und Sänger Matthias Brodowy trat mit „sofortiger Wirkung“ aus; mehrere Mitglieder forderten eine klare Positionierung des Vereins gegen Rechtsextremismus, den Ausschluss Schröders und eine umfassende Aufklärung der Ereignisse. Katharina Schüller drohte mit Austritt, sollte Schröder weiter im Vorstand verbleiben.
Dem Neurochirurgen, der am Treffen teilgenommen hatte, wurde der „Belegarztvertrag“ für die Nutzung der Infrastruktur in der Privatklinik Villach von der Humanomed-Gruppe gekündigt und es wurde ihm von der Österreichischen Ärztekammer ein Disziplinarverfahren angekündigt.
Ulrich Vosgerau wurde vom Berliner CDU-Landesverband zu einer Stellungnahme aufgefordert. Ihm wurde ein Verfahren zum Parteiausschluss angekündigt.
Der Habilitationsausschuss der juristischen Fakultät an der Universität Köln leitete für Vosgerau ein Verfahren zum Entzug des Titels „Privatdozent“ ein.
CDU, Grüne, SPD und FDP im Landtag von Nordrhein-Westfalen verabschiedeten einen gemeinsamen Antrag zur Entlassung von Ulrich Vosgerau aus einer Enquete-Kommission zum „Krisen- und Notfallmanagement“, die er auf Vorschlag der AfD beraten hatte. Das erforderte eine Änderung der Geschäftsordnung des Landtages, so dass Sachverständige mit Zwei-Drittel-Mehrheit abberufen werden können.
Der Landtag von Sachsen-Anhalt entzog dem AfD-Abgeordneten Ulrich Siegmund mit Zweidrittelmehrheit den Vorsitz des Sozialausschusses.
Das Thüringer Wirtschaftsministerium prüft, wie die Vergabe eines Gründerpreises an Christoph Hofer „zum frühestmöglichen Zeitpunkt rechtssicher rückgängig zu machen ist“.

### Rechtliche Folgen
Am 23. Januar 2024 gab das Bundesinnenministerium im Rahmen einer Anfrage der Bundestagsabgeordneten Martina Renner (Die Linke) bekannt, dass von den deutschen Sicherheitsbehörden die Möglichkeit eines Einreiseverbots gegen Martin Sellner geprüft werde. Die Ausländerbehörde der Stadt Potsdam bestätigte am 28. Januar, dass sie in Zusammenarbeit mit den Sicherheitsbehörden des Bundes und Landes prüfen wolle, ob von Sellners auf dem Treffen in Potsdam getätigten Äußerungen eine Gefahr für die Sicherheit und öffentliche Ordnung ausgehe. Nach Recherchen des Spiegel soll die Bundespolizei Sellner bereits verdeckt zur Fahndung ausgeschrieben haben. Sellner kündigte an, gegen ein Einreiseverbot nach Deutschland juristisch vorgehen zu wollen. Außerdem erhielt Sellner eine Strafanzeige wegen Volksverhetzung.
Bei der Staatsanwaltschaft Potsdam ging eine Anzeige wegen des Verdachts auf Hochverrat ein; auch der Verfassungsschutz Brandenburg prüft nach Angaben des Behördenchefs Jörg Müller, ob das Landhaus Adlon stärker ins Visier und auf die Liste der Szene-Objekte genommen werden soll.

### Rechtliche Schritte von Teilnehmern
Die AfD-Bundestagsabgeordnete Gerrit Huy stellte Mitte Januar Strafanzeige gegen Correctiv wegen der Bilder und möglicher Tonaufnahmen von diesem Treffen und damit gegen die Verletzung von Persönlichkeitsrechten. Dies bestätigte die Staatsanwaltschaft Potsdam gegenüber der Deutschen Presse-Agentur am 6. Februar. Es werde ein Anfangsverdacht geprüft, wobei es um Vorwürfe nach § 201, § 201a Strafgesetzbuch – das Verbot heimlicher Ton- und Bildaufnahmen im nicht öffentlichen beziehungsweise besonders geschützten Raum – sowie nach dem Kunsturhebergesetz gehe. Die Anzeige richtet sich gegen 15 namentlich genannte Personen. Ziel von Huy ist es, Zugang zu eventuellen Ton- und Bildaufzeichnungen zu erhalten sowie diese im positiven Fall zu veröffentlichen. Die Ermittlungen durch die Staatsanwaltschaft Potsdam wurden am 28. März 2024 mangels Anfangsverdachts eingestellt.
Simone Baum, die seit dem Jahr 2000 bei der Stadt Köln tätig war, hat gegen die wegen ihrer Teilnahme am Potsdamer Treffen erfolgte fristlose Kündigung eine Kündigungsschutzklage beim Arbeitsgericht Köln eingereicht. Beim Gütetermin am 14. Februar 2024 lehnte die Stadt eine gütliche Einigung ab. Anfang Juli 2024 erklärte das Gericht die Kündigung für unwirksam.
Am 12. Februar 2024 nahm der betroffene Neurochirurg zu den Vorwürfen Stellung, dementierte seine Teilnahme an rechtsextremen Planungen und kündigte rechtliche Schritte gegen seine Kündigung sowie eine Schadensersatzklage an.

### Verhandlung vor dem Landgericht Hamburg
Gegen die Berichterstattung von Correctiv wurde beim Landgericht Hamburg ein Antrag auf Erlass einer einstweiligen Verfügung eingereicht. Darin bekräftigten neben Ulrich Vosgerau sechs weitere Teilnehmer durch eidesstattliche Versicherungen, dass Correctiv „in entscheidender Hinsicht die Unwahrheit gesagt“ habe. Sellner habe „lediglich“ gesagt, vollziehbar ausreisepflichtige Asylbewerber sowie Asylbewerber, deren Aufenthaltsberechtigung erloschen sei, sollten zeitnah ausgewiesen werden. Weder Sellner noch die anderen Teilnehmer des Treffens hätten „eine Remigration von Menschen mit deutschem Pass gefordert oder geplant […] und erst recht keine Remigration von Menschen anhand oder aufgrund rassistischer Kriterien“. Sellner habe „wieder und wieder betont“, alle Vorgänge müssten „unbedingt legal und verfassungsgemäss erfolgen“. Correctiv legte seinerseits acht eidesstattliche Erklärungen von sieben Mitarbeitern sowie seines Geschäftsführers vor, in denen versichert wird, das Treffen sei auf Grundlage ihrer Quellen richtig dargestellt worden. Damit stehe nun Aussage gegen Aussage. Correctiv habe nie behauptet, in Potsdam sei von einer unmittelbaren und sofortigen Ausweisung deutscher Staatsbürger gesprochen worden. Die Teilnehmer hätten erkannt, dass dies juristisch unmöglich sei. Zunächst müsse das Staatsangehörigkeitsrecht dahingehend geändert werden, dass Menschen, die neben der deutschen noch eine weitere Staatsangehörigkeit besitzen, die deutsche Staatsangehörigkeit wieder entzogen werden könne.
Felix Zimmermann schrieb in der Legal Tribune Online, es bestehe zwischen den Parteien Einigkeit, dass zentrale Aussagen im Correctiv-Bericht (wie die Vertreibung von Millionen von Menschen oder die Verdrängung von Menschen mit oder ohne deutsche Staatsangehörigkeit aufgrund von Hautfarbe, Herkunft oder Nichtassimilation) nicht als juristisch angreifbare Tatsachenbehauptungen, sondern als nicht angreifbare Meinungsäußerungen formuliert wurden. Über die zentralen Vorwürfe des Berichtes werde deshalb vor Gericht nicht verhandelt. Da jedoch die große öffentliche Wirkkraft des Artikels insbesondere durch starke Meinungsäußerungen entstehe, stelle sich die Frage nach der Güte einer Recherche, wenn sehr wirkmächtige Aussagen nicht als Tatsachenbehauptungen formuliert werden. Das Landgericht erließ in der Folge eine einstweilige Verfügung. Danach steht Vosgerau ein Unterlassungsanspruch zu, da Correctiv eine seiner Aussagen falsch wiedergegeben habe. Correctiv habe jedoch zwei weitere von Vosgerau angegriffene Aussagen in zulässiger Weise zusammengefasst. Wertvoller als die Entscheidung an sich ist laut Benjamin Stibi (Die Welt) eine Präzisierung der Vorwürfe durch Correctiv vor Gericht: „Keine ‚Massendeportationen‘ im Sinne einer zweiten Wannsee-Konferenz seien in Potsdam geplant worden, sondern hauptsächlich ein rassistisch motivierter Entzug der doppelten Staatsbürgerschaft“.
In einem zweiten Verfahren klagte der Unternehmer Klaus Nordmann, der von Correctiv als „AfD-Großspender“ bezeichnet wurde, erfolglos gegen seine namentliche Erwähnung.
Gegen die Entscheidungen des Landgerichts legten Vosgerau und Nordmann Beschwerde beim Hanseatischen Oberlandesgericht (HansOLG) ein. Dieses wies die Beschwerden Ende März 2024 ab. Im Verfahren von Vosgerau entschied das Gericht, das Weglassen von Informationen durch Correctiv sei zulässig gewesen, weil dabei kein verzerrtes Bild der Wirklichkeit entstanden sei. In einer zweiten von Vosgerau angegriffenen Passage habe Correctiv zwar eine Falschaussage getätigt, doch entstehe durch diese kein falscher Eindruck. Im Verfahren von Nordmann urteilte das Gericht, er habe durch eine Spende eines der diskutierten Anliegen des Potsdamer Treffens unterstützt. Es bestehe daher genug öffentliches Interesse, um seine Namensnennung zu rechtfertigen. Es sei für die Bewertung unerheblich, ob Correctiv durch nicht angreifbare Meinungsäußerungen die Fehlvorstellung erweckt habe, auf dem Treffen sei über die Ausweisung deutscher Staatsbürger nach rassistischen Kriterien gesprochen worden. Correctiv habe darauf hingewiesen, über eine Diskussion, wie deutsche Staatsbürger ausgewiesen werden könnten, nicht berichtet zu haben.
Im Juli 2024 wehrte sich Vosgerau erfolgreich in zweiter Instanz vor dem HansOLG mit einer Unterlassungsklage gegen die Aussage von Tagesschau.de, dass auf dem Potsdamer Treffen auch über eine Ausweisung von deutschen Staatsbürgern diskutiert worden sei.

### Weitere gerichtliche Verhandlungen
Im Dezember 2024 äußerte sich ein Gericht erstmals zu einer zentralen Frage der Verantwortlichkeit von Correctiv. Vor dem Landgericht Berlin II hatte Correctiv versucht, der AfD-Politikerin Beatrix von Storch die Aussage „dreckige Correctiv-Lüge“ verbieten zu lassen. Das Landgericht urteilte jedoch, Correctiv habe den „falschen Eindruck“ erweckt, dass in Potsdam über die Ausweisung deutscher Staatsbürger diskutiert worden sei. Correctiv hatte argumentiert, mit Falschberichterstattungen anderer Medien nichts zu tun zu haben. Laut dem Gericht erweckte der Bericht jedoch bei vielen Lesern, insbesondere bei Journalisten, den „unzutreffenden Eindruck“, dass Teil des diskutierten Masterplans auch die Ausweisung oder Deportation von deutschen Staatsangehörigen gewesen sei. Das Gericht verwies auf presserechtliche Verurteilungen des ZDF und anderer Medien, die den Correctiv-Bericht so auffassten und entsprechend berichteten. Das Gericht sah dabei Anhaltspunkte für ein vorsätzliches Handeln von Correctiv, da es trotz mehrerer Updates den unzutreffenden Eindruck nicht mit einer Klarstellung ausräumte. Laut dem Chefredakteur der Legal Tribune Online, Felix W. Zimmermann, hat der Correctiv-Bericht damit erheblichen juristischen Schaden erlitten. Das Gericht habe erstmals festgestellt, dass der Hauptgrund, weshalb viele Menschen demonstrieren gingen, nämlich die angeblich geplante Ausbürgerung und Ausweisung deutscher Staatsbürger, einer Falschberichterstattung geschuldet war, für die nicht nur Drittmedien, sondern auch Correctiv selbst verantwortlich war.

## Szenische Lesung im Berliner Ensemble
Am 17. Januar –  eine Woche nach den Enthüllungen – wurde im ausverkauften Berliner Ensemble (BE) eine „szenische Lesung“ der Correctiv-Recherche präsentiert, die unter der Regie von Kay Voges vom Wiener Volkstheater entstand. Gleichzeitig verfolgten mehr als 19.000 Menschen die Theaterperformance über Livestream, den das Ensemble zusammen mit dem Wiener Volkstheater und der Onlineplattform nachtkritik.de angeboten hatte. Die Zuschauer spendeten laut Tagesspiegel am Ende „minutenlang Applaus“, Sprechchöre hätten „Alle zusammen gegen den Faschismus“ skandiert.
Die Veranstaltung fand unter Polizeischutz statt. Der Publizist Michel Friedman lobte Recherche und Aufführung als „großartige Leistung von freiem Journalismus“.
In ihrem Bericht befasste sich die Berliner Morgenpost mit Mario Müller, einem mehrfach verurteilten Gewalttäter der Identitären Bewegung und Mitarbeiter beim AfD-Bundestagsabgeordneten Jan Wenzel Schmidt. Er sei bei dem Treffen in der Villa Adlon „eine ebenfalls wichtige Figur“ gewesen. Seine Anwesenheit habe er der Deutschen Presse-Agentur gegenüber bestätigt, einzelne Vorwürfe aber bestritten. Als „Hauptgegner der Rechten“ habe er die Antifa ausgemacht. Müller habe mit seiner Position im Bundestag Zugang „zu Informationen über Personen aus dieser Gruppe“. Er habe sich Correctiv zufolge dem „Kampf gegen die Linke“ verschrieben und setze dabei auf zwei Waffen, „Gewalt und Medienarbeit“.
Der Deutschlandfunk stellte am 18. Januar ein dreieinhalbminütiges Audio zur Verfügung, das ebenfalls auf Müller zentriert, der sich damit „gebrüstet“ habe, einen „Schlägertrupp“ auf einen Linken in Polen angesetzt zu haben. Dass Müller vertrauliche Daten aus dem Bundestag „missbraucht“ habe, bleibe eine „Vermutung“.
Nach Angabe der Website Theaterkompass haben zahlreiche Theater in Deutschland und Österreich den kostenlosen Live-Stream der szenischen Lesung auf ihren Websites gezeigt. Überdies luden verschiedene Theater zu einem Public Viewing, unter anderem das Schauspielhaus Bochum, Staatstheater und Schauspiel Hannover, das Theater Oberhausen und das Volkstheater Rostock. In zahlreichen Städten machten weitere Theater den Stream auf ihren Websites zugänglich. Durch die szenische Lesung werde das Theater „zu einem weiteren Vermittlungsformat der journalistischen Arbeit“ von Correctiv. Auch die Chefdramaturgin Sonja Anders sprach über das bundesweite Streaming in vielen Theatern.
Die Frankfurter Rundschau vermutete, die wiederholten Äußerungen, „lediglich die ‚Bühnenfigur‘ der jeweiligen realen Figur zu sein“, solle „juristischen Klagen standhalten“. Teils wurde aus Gedächtnisprotokollen zitiert, teils wurden als solche gekennzeichnete fiktionale Texte eingearbeitet. Der Schlussmonolog wird vollständig zitiert: „Vielleicht wird dieser Abend auch Teil einer neuen Erzählung: Einer Erzählung, die damit beginnt, dass wir uns gegen die faschistischen Kräfte in diesem Land wehren. Es könnte eine Erzählung sein, die zeigt, dass wir viele sind. Dass wir als Zivilgesellschaft nicht pennen. Sondern, dass wir hellwach sind. Und dass wir uns unsere Demokratie nicht kaputt machen lassen.“
Am Tag der szenischen Lesung widmeten die investigativen Correctiv-Journalisten Jean Peters, Gabriela Keller, Till Eckert, Anette Dowideit und Marcus Bensmann der Person Mario Müllers, der mehrfach und unter anderem wegen gefährlicher Körperverletzung vorbestraft ist, gesonderte Aufmerksamkeit. Müller erhielt Gelegenheit, zu jeder Aussage von Quellen, auf die sich Correctiv berief, Stellung zu nehmen, wies jedoch vorgelegte Behauptungen nahezu ausnahmslos und teils „vehement zurück“. Müller hielt in der Villa Adlon einen Vortrag, in dem er zu Aussagen beispielsweise über die Person eines „deutschen Antifa-Aktivisten in Polen“ kam, der in dem Dresdner Linksextremismusprozess als Kronzeuge gegen die Angeklagte Lina E. eine „Schlüsselrolle“ gespielt habe. Er habe einige Monate vor dessen Aussage vor Gericht dessen Aufenthaltsort verbreitet „und einen Schlägertrupp auf ihn angesetzt“, sagte er in seinem Vortrag, dementierte dies aber Correctiv gegenüber. Er habe sich lediglich mit polnischen Journalisten über den Aufenthaltsort des Zeugen „ausgetauscht“.
Müller brüstete sich in seinem Vortrag „nicht nur mit der Attacke, sondern auch damit, den reichweitenstarken Kanal ‚Dokumentation Linksextremismus‘ auf der Plattform X zu betreiben, der geleakte Details über linke Akteure verbreitet und sie dort wie auf dem Präsentierteller preisgibt“. Bisher war über die Betreiber des Kanals nichts bekannt. Problematisch sei in diesem Zusammenhang, dass Müller beruflich an „sensible Informationen“ gelangt, die nicht jedem zugänglich sind, und sie nutzen könnte, „um politische Widersacher einzuschüchtern oder anzugreifen“. Allerdings sei nicht gesichert, ob Müller den X-Kanal, dem knapp „14.000 Nutzer“ folgen, „gemeinsam mit dem IT-Marketing-Fachmann Dorian Schubert“ tatsächlich verantworte, wie er in seinem Vortrag preisgab, später jedoch ebenfalls abstritt. In seinem Vortrag habe er „lange und stolz über seine Recherchen“ berichtet, die er mit seinen Mitstreitern auf dem Kanal präsentiere. Correctiv schildert einen Fall, in dem es scheine, als ließe sich der „Informationsfluss nachzeichnen“, der sich für Müller als ein Scoop erwies, mit dem er sich „auch auf dem Treffen der Rechtsextremen Ende November brüstete“. Diese Mitteilungen wurden zahlreich aufgegriffen, beispielsweise von Zeit Online, Focus oder t-Online. Die Tagesschau hatte bereits im Vorfeld über Müller berichtet.
Der Mitteldeutsche Rundfunk griff die Mitteilungen über Mario Müller mit mehreren Beiträgen auf und veröffentlichte am 18. Januar das Interview mit einem Journalisten, der im Fall Lina E. recherchiert hatte. Für ihn sei Müller ein „alter Bekannter in der rechtsextremen Szene“ und „so etwas wie eine rechtsextreme Szenegröße“. Am selben Tag wurde in den mdr-Nachrichten berichtet. Ebenfalls am 18. Januar sendete die ARD eine Dokumentation über Aussteiger, die schilderten, warum sie als ehemals überzeugte Mitglieder ihre Mitgliedschaft in der AfD gekündigt hatten. Der Bundestag nahm die Vorgänge zum Anlass für eine Aktuelle Stunde.

## Kritik an Correctiv-Berichterstattung
In Übermedien befanden Christoph Kucklick, Stefan Niggemeier und Felix W. Zimmermann, dass das „Prinzip Nichtbeleg und Großdeutung“ den gesamten Correctiv-Bericht durchziehe. Die Kritik zog eine Reihe von Diskussionsbeiträgen über die Rolle des Journalismus, sich selbst referenzierende Medienpreise und die Rolle mancher Redaktionen bei der kritiklosen Übernahme von tatsächlich nicht selbst recherchierten Annahmen nach sich. Insbesondere die Redaktion der Tagesschau wird dabei häufig kritisiert – auch von Verteidigern des Correctiv-Textes. Die Neue Zürcher Zeitung hob im August 2024 hervor, dass „niemand eindeutig belegen“ könne, was wirklich bei dem Potsdamer Treffen besprochen worden sei, und befand ebenfalls, dass der Correctiv-Bericht „nur so von Ungenauigkeiten, wirkmächtigen Suggestionen und Meinungsäusserungen anstelle von Fakten“ wimmele.
Über die von den drei Autoren in „Übermedien“ formulierte Kritik am Correctiv-Text berichtete die Frankfurter Allgemeine Zeitung am 10. August: „[Der] Text selbst sei – so die drei Kritiker – ein Desaster: ‚Er unterstellt, statt zu belegen, er raunt, statt zu erklären, er interpretiert, statt zu dokumentieren.‘ Selten habe eine ‚investigative Recherche einen so hingehuschten Kern‘ gehabt.“
Ebenfalls in Übermedien erschien eine Replik von Andrej Reisin zu dem oben genannten Artikel. Seiner Ansicht nach kritisierten die drei Übermedien-Autoren zwar zu Recht Correctiv dafür, nicht ausreichend zu erklären, was Sellner und seine Anhänger „wirklich“ meinen, leisteten dies aber selbst ebenso wenig und verweigerten sich sogar aktiv. Nur so könnten sie überhaupt zu dem Schluss kommen, es sei gar nicht belegt, dass es bei dem Treffen in Potsdam um die wie auch immer geartete Vertreibung von Millionen Menschen gegangen sei. Bei aller möglicherweise berechtigten Detailkritik an dem Correctiv-Artikel hätte ein Blick in die Vergangenheit und Gegenwart rechtsextremen Denkens ausgereicht, um diesen zentralen Befund als Nonsens zu entlarven. Einer der drei Autoren, Felix W. Zimmermann, hatte in der Legal Tribune Online in seinem Kommentar zum Urteil des Landgerichts Berlin II selbst festgestellt, dass „[d]avon unberührt“ es ein „großes Verdienst“ sei, „aufzuzeigen, dass bis ins bürgerliche Lager hinein – Unternehmer und CDU-Mitglieder waren Teil des Treffens – rechtsextremistisch darüber diskutiert wurde, wie durch Anpassungsdruck erreicht werden kann, dass auch deutsche Staatsbürger Deutschland verlassen“.
In der Süddeutschen Zeitung meinte Hans-Jürgen Jakobs, der Correctiv-Artikel habe Fehlerhaftes, Missverständliches und vor allem „zu viel Peng“ enthalten. Insgesamt sei der Rechercheaufwand des Artikels erkennbar groß gewesen, die Menge der in ihm präsentierten Fakten beeindruckend, der Neuigkeitswert sei hoch. Daher würden die erhobenen Einwände „nicht final gegen den Text“ sprechen.
Laut einem Artikel in der Neuen Zürcher Zeitung kritisierte der Staatsrechtler Christoph Degenhart in der Neuen Juristischen Wochenschrift die Berichterstattung über das Potsdamer Treffen. Vor allem bei den öffentlich-rechtlichen Sendern habe „Haltungsjournalismus“ über die journalistische Sorgfalt triumphiert. Der Beitrag von Correctiv sei „offensichtlich unrichtig“ gewesen.
Der Kommunikations- und Medienwissenschaftler Christian Pentzold fühlt sich an den Relotius-Skandal erinnert: „Das waren auch Texte, so wie wir sie lesen wollten – zugespitzt, mit Inhalten, die sich gut verbreiten.“ Ausgerechnet Correctiv, das sich faktenbasiertes Aufklären auf die Fahne geschrieben habe, vermische Meinungsäußerungen und Tatsachenbehauptungen. Die Philosophin Maria-Sibylla Lotter hält die Recherche für ein „eher abschreckendes Beispiel für manipulativen Journalismus, der Gutes will, aber Schlechtes schafft – nämlich zur politischen Polarisierung und zum Vertrauensverlust in die Medien beiträgt“.